# Paul Cornell (avocat)
Pour l'écrivain et scénariste britannique, voir Paul Cornell.
Paul Cornell (né le 5 août 1822 à White Creek - mort le 3 mars 1904 à Chicago) était un avocat et spéculateur immobilier américain de Chicago, connu pour avoir fondé le « township de Hyde Park » (Hyde Park Township) qui comprenait une grande partie de ce qui est connu aujourd'hui comme étant le « South Side de Chicago ». 
Cornell a très largement contribué au développement, à l'essor économique et immobilier, et à la transformation des rives du lac Michigan en parcs publics et espaces verts (en particulier dans les secteurs de Hyde Park, Kenwood et Woodlawn). Ces secteurs situés en bordure des rives du lac Michigan devinrent des communautés de villégiature qui connurent leur apogée des années 1850 jusqu'aux années 1900. Les communautés et les quartiers situés dans le township de Hyde Park ont continué à se développer et grandir en population au cours de la deuxième moitié du XIXe siècle. Le township de Hyde Park est annexé par la ville de Chicago en 1889.
Cornell a contribué à la création et à la préservation de nombreux parcs qui se trouvent maintenant dans le Chicago Park District. Son héritage moderne comprend plusieurs grands parcs tels que : Jackson Park, Washington Park, Midway Plaisance (sur le campus de l'université de Chicago), la partie sud de Burnham Park et Harold Washington Park.

## Biographie
Né à White Creek, dans le nord de l'État de New York (Upstate New York), Cornell est issu d'une famille d'origine anglaise aisée de la Nouvelle-Angleterre. Il est un descendant de Thomas Cornell, de la famille Cornell, une famille influente en Amérique du Nord, et un cousin d'Ezra Cornell, fondateur de l'université Cornell. À la mort de son père, lorsqu'il avait 9 ans, la famille a déménagé dans le comté d'Adams, dans l'Illinois, où il a travaillé comme ouvrier agricole pour payer ses études. Il réussit l'examen du barreau de l'Illinois et déménagea à Chicago en 1847. Malheureusement, toutes ses économies lui ont été volées dans sa chambre d'hôtel lors de sa première nuit en ville. Un avocat l'aida et lui fournit à la fois un prêt et un emploi au cabinet d'avocats Skinner et Hoyne, où il rencontra le sénateur et secrétaire d'État de l'Illinois Stephen A. Douglas.
Il était marié à la belle-sœur de John Evans, d'après qui, la ville de Evanston (juste au nord de Chicago) a été nommée. Il avait de nombreuses relations locales solides, étant lié aux fondateurs de l'université Northwestern (Evans et Orrington Lunt) et à George Kimbark de la Riverside Improvement Company. Cornell acheta de nombreux terrains sur lesquels se développeront plus tard les secteurs de Hyde Park, Kenwood, Woodlawn, Washington Park, South Shore, etc.

### Fondateur de Hyde Park

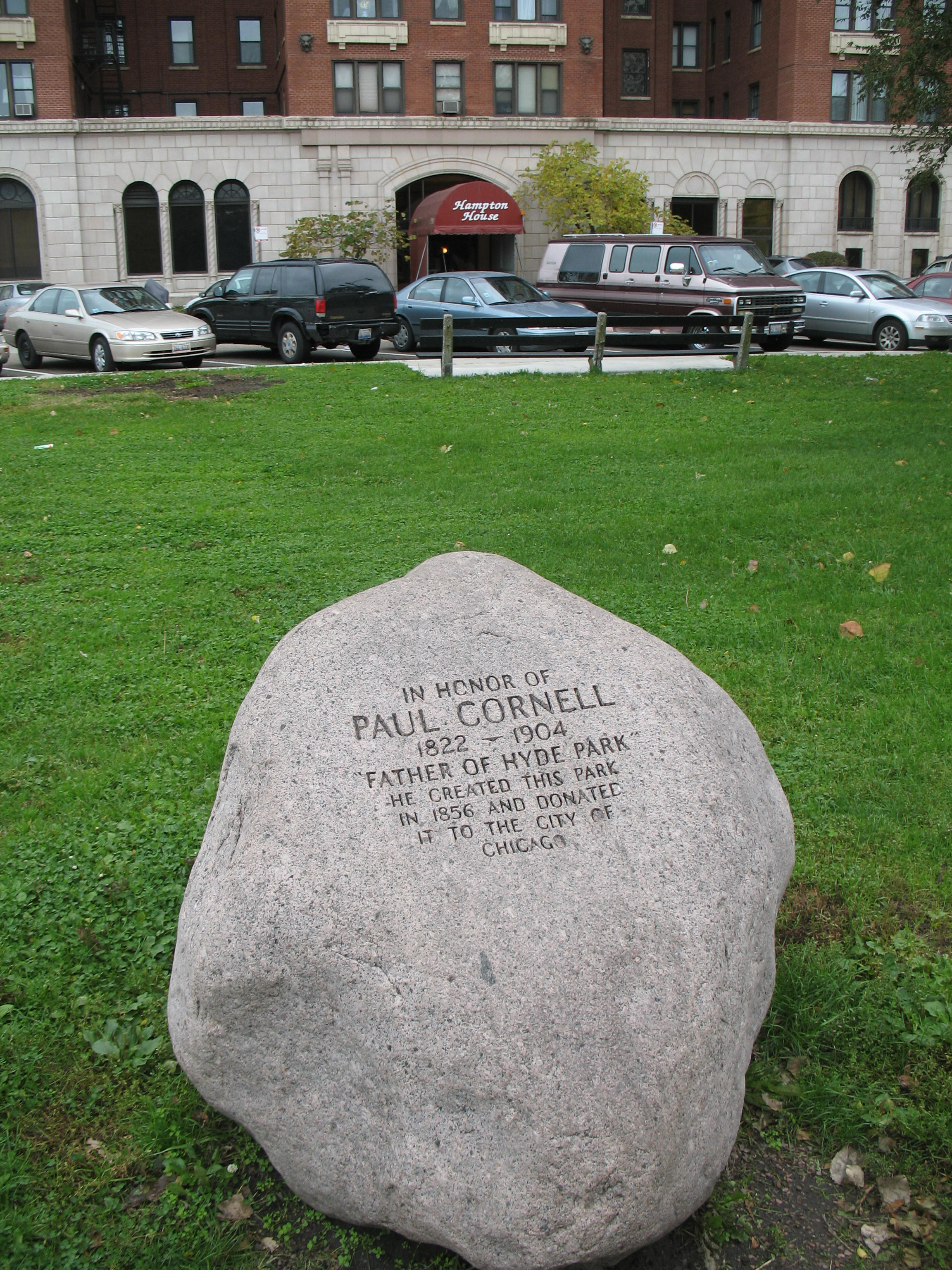
Pierre gravée, au sud de Harold Washington Park.

À peu près à la même époque, Cornell a construit la Hyde Park House, un hôtel de 4 étages situé entre la 53rd Street et le lac Michigan. L'hôtel est devenu le point central de la communauté et a attiré des clients aisés en provenance de toute la région de Chicago. Ce site est maintenant occupé par la Hampton House. L'hôtel a également aidé d'autres personnalités influentes à développer une communauté prospère et aisée dans le coin. En 1861, tous les résidents ont signé une pétition à l'Assemblée générale de l'Illinois pour créer le township de Hyde Park (Hyde Park Township). De nos jours, les comtés de l'Illinois sont toujours divisés en townships.
Paul Cornell a spécifiquement interdit le développement de l'industrie lourde à Hyde Park. Il a souhaité maintenir le caractère de Hyde Park, qui était destiné à être une banlieue d'élite bordant Chicago, en ne vendant que de grands lots pour les familles aisées. Le quartier a prospéré pour les deux générations suivantes.
En juin 1889, les habitants du township de Hyde Park (la vaste zone délimitée par la 138th Street au sud, la 39rd Street au nord, State Street à l'ouest et le lac Michigan à l'est), qui avait quintuplé en population (passant d'une population de 15 716 personnes en 1880 à une population de 85 000 personnes en 1889), ont voté pour l'annexion à la ville de Chicago.

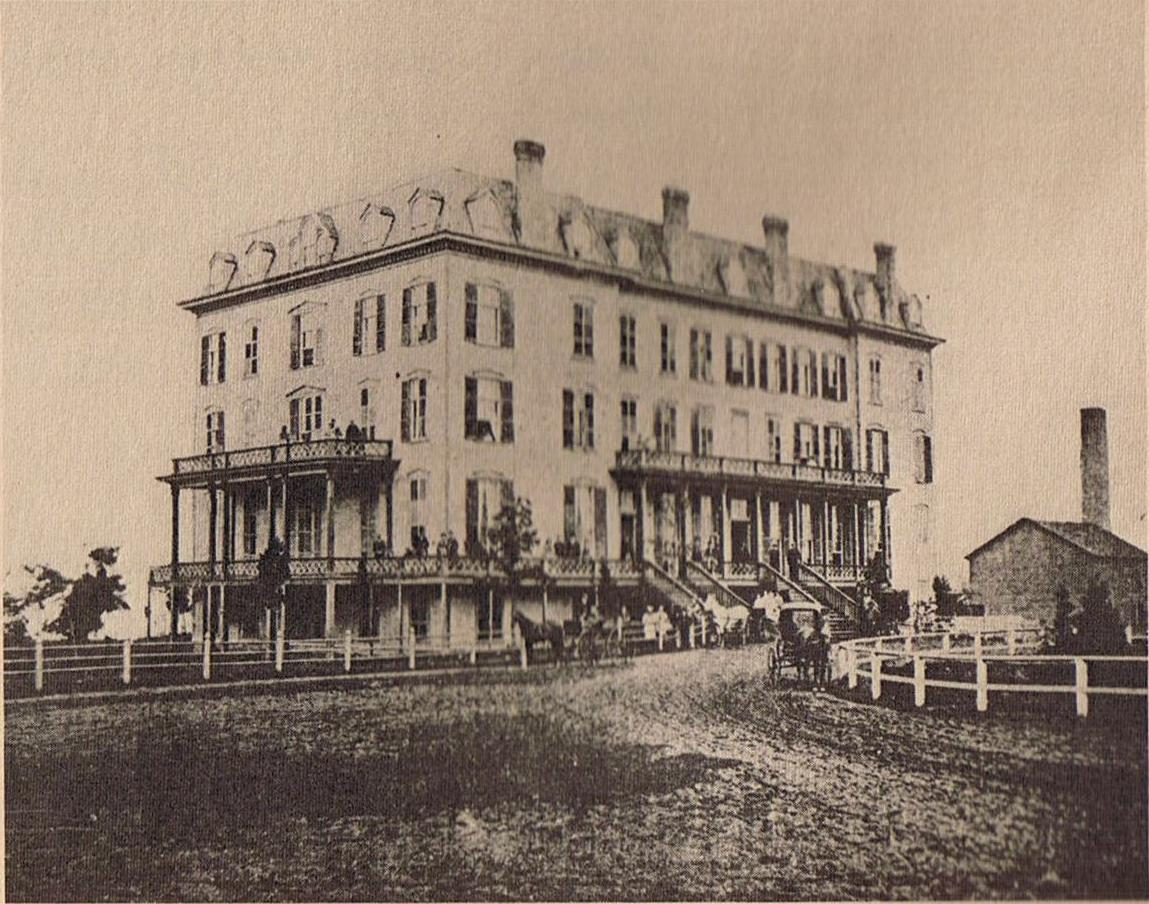
La Hyde Park House, construite par Cornell au niveau de la 53rd Street et du lac Michigan.

Cornell a préconisé à la ville de Chicago de créer de nouveaux parcs au bord du lac avec des jetées de plaisance, d'arborer et d'embellir les boulevards, de créer de nouveaux aménagements de loisirs et de distractions pour les habitants etc. Cornell projetait également de créer une institution d'enseignement supérieur pour rivaliser avec l'université Northwestern (située au nord) a d'abord été contrecarré par la décision d'établir un séminaire théologique, mais se concrétisera avec la fondation de l'université de Chicago grâce à la philanthropie de John D. Rockefeller et Marshall Field en 1890.
L'Exposition universelle de 1893 (World's Columbian Exposition) a stimulé la construction de centaines de bâtiments résidentiels et commerciaux à Hyde Park et Woodlawn et le développement des infrastructures liées à la compagnie de métro de la South Side Elevated, dont l'itinéraire nord-sud allait de l'Union Loop jusqu'à la 39rd Street en 1892 et a finalement atteint le site de l'exposition universelle à Jackson Park au milieu de l'année 1893.
Cornell meurt le 3 mars 1904 à 81 ans. Il est inhumé au cimetière de Oak Woods à Chicago.

## Hommages
- La Cornell Avenue s'étend de East 68 Street au nord à East 79 Street au sud (dans l'ouest de South Shore) ;
- La Cornell Drive parcours une partie de Jackson Park (dans sa partie sud-ouest) ;
- La Hyde Park Historical Society décerne chaque année des Paul Cornell Awards.